# 노구치 유리
노구치 유리(일본어: のぐち ゆり, 1992년 12월 24일 ~ )는 일본의 여자 성우. 사이타마현 출신. 아오니 프로덕션 소속.